# Julio Quesada Martín
Julio Quesada Martín (Málaga, España 12 de mayo de 1950) es un filósofo y profesor universitario de origen español radicado en México.
Actualmente se desempeña como docente en la Universidad Veracruzana. 

## Estudios
Cursó sus estudios de pregrado en filosofía en la Universidad de Valencia obteniendo la licenciatura en 1976. Obtuvo el doctorado en filosofía en la Universidad Autónoma de Madrid en 1985 donde fue profesor.
Ha centrado sus estudios principalmente en la filosofía de Friedrich Nietzsche y en Martin Heidegger.
Emmanuel Faye considera el trabajo de Julio Quesada como parte de la nueva generación de estudiosos críticos de la obra de Heidegger.

## Investigaciones
Sus investigaciones sobre Martin Heidegger se han centrado en los vínculos entre la ontología de Heidegger con el nazismo y el antisemitismo concordando, en lo principal, con Richard Wolin, Emmanuel Faye y Víctor Farías a partir del análisis de los conceptos fundamentales del pensamiento de Heidegger y su posterior actuación política durante la Alemania Nazi. Quesada afirma a partir de sus investigaciones que: "filosóficamente, Heidegger es un racista metafísico, tal y como él va desplegando y redefiniendo el nuevo objeto de la investigación filosófica y su verdadera meta respecto del dominio total de la Tierra". Quesada no solo se ha centrado en los vínculos del pensamiento de Heidegger con el nazismo durante la Alemania Nazi, sino también los vínculos que existen en Ser y Tiempo y otras obras previas a 1927. 
Ha colaborado con Emmanuel Faye en el volumen colectivo Heidegger, le sol, la communauté, la race.

## Obras

### Libros
- Cuando Málaga destruida (alquitrán para escépticos). Tenerife: Cuarta Palabra, 1982
- Un pensamiento intempestivo: ontología, estética y política en F. Nietzsche. Barcelona: Editorial Anthropos, 1988. ISBN 84-7658-065-7
- El pino, el tiempo, el lenguaje. Madrid: Francisco Cumpián & María Isabel Ruiz, 1990
- Una sed antigua. Madrid: Libertarias/Prodhufi, Universidad Autónoma, 1992. ISBN 84-7954-070-2
- Ateísmo difícil (En favor de Occidente). Barcelona: Anagrama, 1994. ISBN 9788433913876
- El Último Filósofo. Madrid: Huerga y Fierro Editories, 1998. ISBN 978-84-89858-85-5
- El nihilismo activo. Genealogía de la modernidad. México: Universidad de Guadalajara, 1999. ISBN 968-895857-3
- La belleza y los humillados. Barcelona: Ariel, 2001. ISBN 9788434487581
- La Filosofía y el Mal. Madrid: Editorial Síntesis, 2004. ISBN 978-84-9756-228-3
- Nietzsche. Afirmación y demonio melancólico. Xalapa: Universidad Veracruzana, 2007. ISBN 968-834-803-1
- Heidegger de camino al Holocausto. Madrid: Biblioteca Nueva, 2008. ISBN 978-84-9742-863-7
- Otra historia de la filosofía. Barcelona: Ariel, 2011. ISBN 978-84-344-1398-6

### Artículos
- El mito de Sísifo (A. Camus) a la luz de la ontología y la política de F. Nietzsche. En Teorema: Revista internacional de filosofía, Vol. 13, N.º. 1-2, 1983, pp. 213-224
- El problema del mal. En Cuaderno gris, N.º. 1, 1991, pp. 18-29
- Kant crítico de Nietzsche y Heidegger: pidiendo un Zaratustra para el siglo XXI. En Thémata: Revista de filosofía, N.º 37, 2006, pp. 333-354
- Filosofía y nazismo en Heidegger, lo que olvida la exégesis ortodoxa española. En Thémata: Revista de filosofía, N.º 40, 2008, pp. 209-223
- Martin Heidegger: De la tarea hermenéutica como “destrucción” (1922) a la “selección racial” como “metafísicamente necesaria” (1941-42). En Revista Observaciones Filosóficas, N.º 10, 2010.
- Martin Heidegger y la exigencia política del conocimiento: una raza dura. En Isegoría: En Isegoría: Revista de filosofía moral y política, N.º 43, 2010, pp. 545-563
- Adiós a Heidegger. En Revista de Hispanismo Filosófico, N.º. 15, 2010, pp. 171-176